# Boccia op de Paralympische Zomerspelen 1984

Boccia was een van de sporten op het programma van de Paralympische Zomerspelen van 1984 in Stoke Mandeville (Verenigd Koninkrijk) en New York (Verenigde Staten).

## Deelnemende landen
- Canada
- Denemarken
- Groot-Brittannië
- Portugal
- Verenigde Staten

## Individueel

### Mannen

#### C1
| Plaats | Land | Sporter          |
| ------ | ---- | ---------------- |
| 1      | DEN  | Henrik Jorgensen |
| 2      | CAN  | Russell Cecchini |
| 3      | GBR  | Terry Hudson     |

#### C2
| Plaats | Land | Sporter       |
| ------ | ---- | ------------- |
| 1      | USA  | Craig Clifton |
| 2      | CAN  | Gord Hamilton |
| 3      | GBR  | Mark Chard    |

### Vrouwen

#### C1
| Plaats | Land | Sporter        |
| ------ | ---- | -------------- |
| 1      | GBR  | Carol Johnson  |
| 2      | USA  | Candy Demarois |
| 3      | CAN  | Debbie Willows |

#### C2
| Plaats | Land | Sporter        |
| ------ | ---- | -------------- |
| 1      | USA  | Nancy Anderson |
| 2      | GBR  | Diane Wiscombe |
| 3      | USA  | Jane Spitzley  |

## Trio's

### Gemengd
| Plaats | Land | Sporters                                                  |
| ------ | ---- | --------------------------------------------------------- |
| 1      | POR  | António Baltazar Maria Helena Martins António José Mateus |
| 2      | GBR  | Carol Johnson Alin Kerwin Paula Monzani                   |
| 3      | USA  | Nancy Anderson Craig Clifton Candy Demarois               |

Atletiek · Bankdrukken · Basketbal · Boogschieten · Boccia · CP-voetbal · Gewichtheffen · Goalball · Koersbal · Paardensport · Schermen · Schietsport · Snooker · Tafeltennis · Volleybal · Worstelen · Wielersport · Zwemmen
New York & Stoke Mandeville 1984 · 
Seoel 1988 · 
Barcelona 1992 · 
Atlanta 1996 · 
Sydney 2000 · 
Athene 2004 · 
Peking 2008 · 
Londen 2012 · 
Rio de Janeiro 2016 · 
Tokio 2020 ·
Parijs 2024 ·  
Los Angeles 2028